# In tempo reale
In tempo reale è il tredicesimo album in studio del gruppo musicale Africa Unite, pubblicato nel 2019 dall'etichetta discografica Africa Unite.

## Descrizione
Album in collaborazione con il gruppo di musica classica  pinerolese Architorti.

## Tracce
Testi e musiche di Caudillo, Bonino, Robino, Gentile.
1. Hopptiquaxx!
2. NIN (nuove intrusioni notevoli)
3. La morsa del ragno
4. L'impero del nord
5. Peculiarità
6. La differenza
7. Rughe indelebili 019
8. Il mio pensiero lucido

Bonus track
1. L'attacco alla corda 019
2. M.F.P. 019

## Formazione
- Bunna - voce, basso
- Madaski - pianoforte, voce
- Marco "Benz" Gentile - chitarra, violino